# Oswaldo da Silva Dantas
Oswaldo da Silva Dantas ou simplesmente Oswaldo, (Rio de Janeiro, 11 de novembro de 1960), é um ex-futebolista brasileiro que atuava como zagueiro.

## Carreira
Iniciou sua carreira futebolística no Botafogo. Nos anos 1987-1989 ele jogou pelo Mogi Mirim, e em 1989 no Sport. O último clube na carreira de Oswaldo foi o Atlético Paranaense, onde terminou sua carreira em 1993. Com o Atlético Paranaense conquistou o Campeonato Paranaense em 1990.

## Títulos
Atlético Paranaense
- Campeonato Paranaense: 1990[1][2]

Seleção Brasileira
- Campeão Jogos Pan-Americanos: 1979